# Anna Galvin
Anna Galvin, född 19 oktober 1969 i Melbourne, Australien, är en australisk skådespelare.
Hon tog studenten på Oxford School. Hon är klassiskt tränad sångerska. Hon spelade Marion Fitzwalter i Robin Hoods nya äventyr (1996).